# Бичачий форум

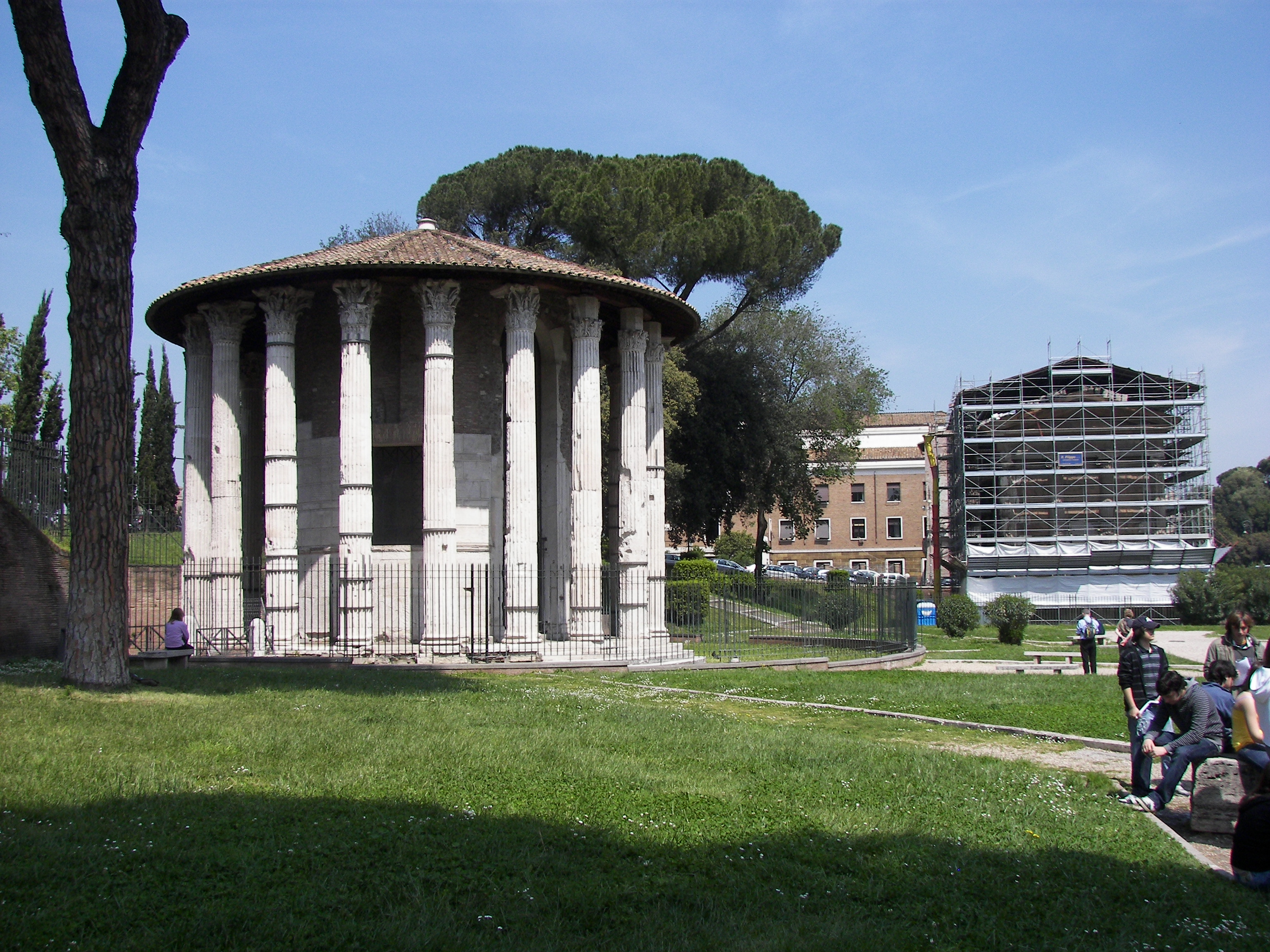
Розташування. На передньому плані — Храм Геркулеса Віктора

Бичачий форум (лат. Forum Boarium) — найдавніший форум Рима. Перебував на правому березі Тибру в улоговині, оточеній Капітолійським, Палатинським і Авентінському пагорбами.
У ранні республіканські часи тут причалювали човни і велася жвава торгівля худобою. Від форуму збереглися храми Геркулеса (бл. 120 до н. е.) і храм Портуна (бл. 80 до н. е.), які довгий час діяли як церкви. Над руїнами великого вівтаря Геркулеса у VI столітті зведена базиліка Санта-Марія-ін-Космедін. Навпроти цих храмів Міст Емілія з'єднував Бичачий форум через Тибр з Трастевере. На вході розташовувалася Арка аргентаріїв. З північного краю форуму теж збереглася сильно пошарпана арка Януса.

## Галерея

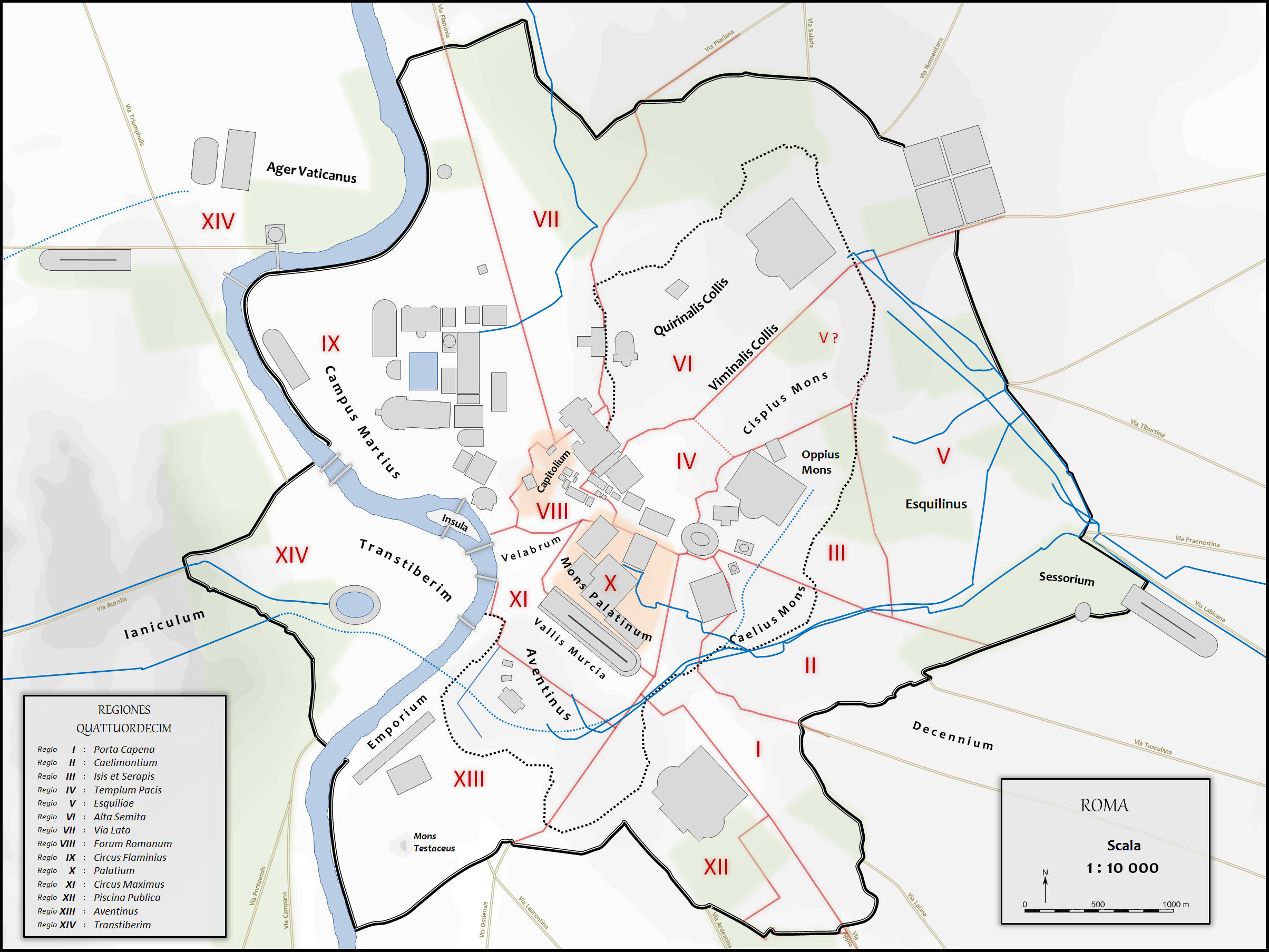
На мапі
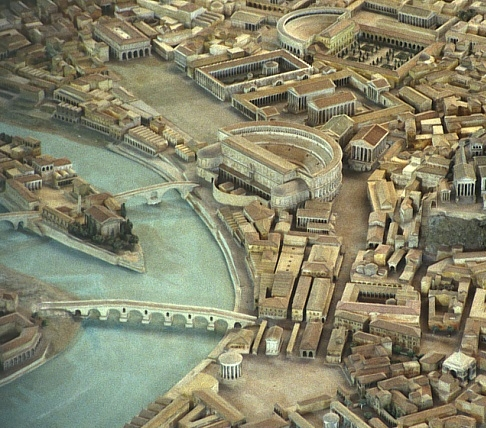
Макет
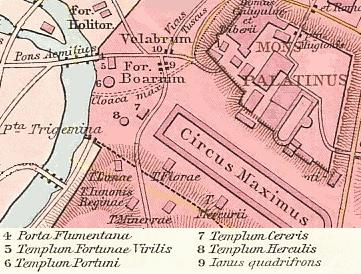
1886
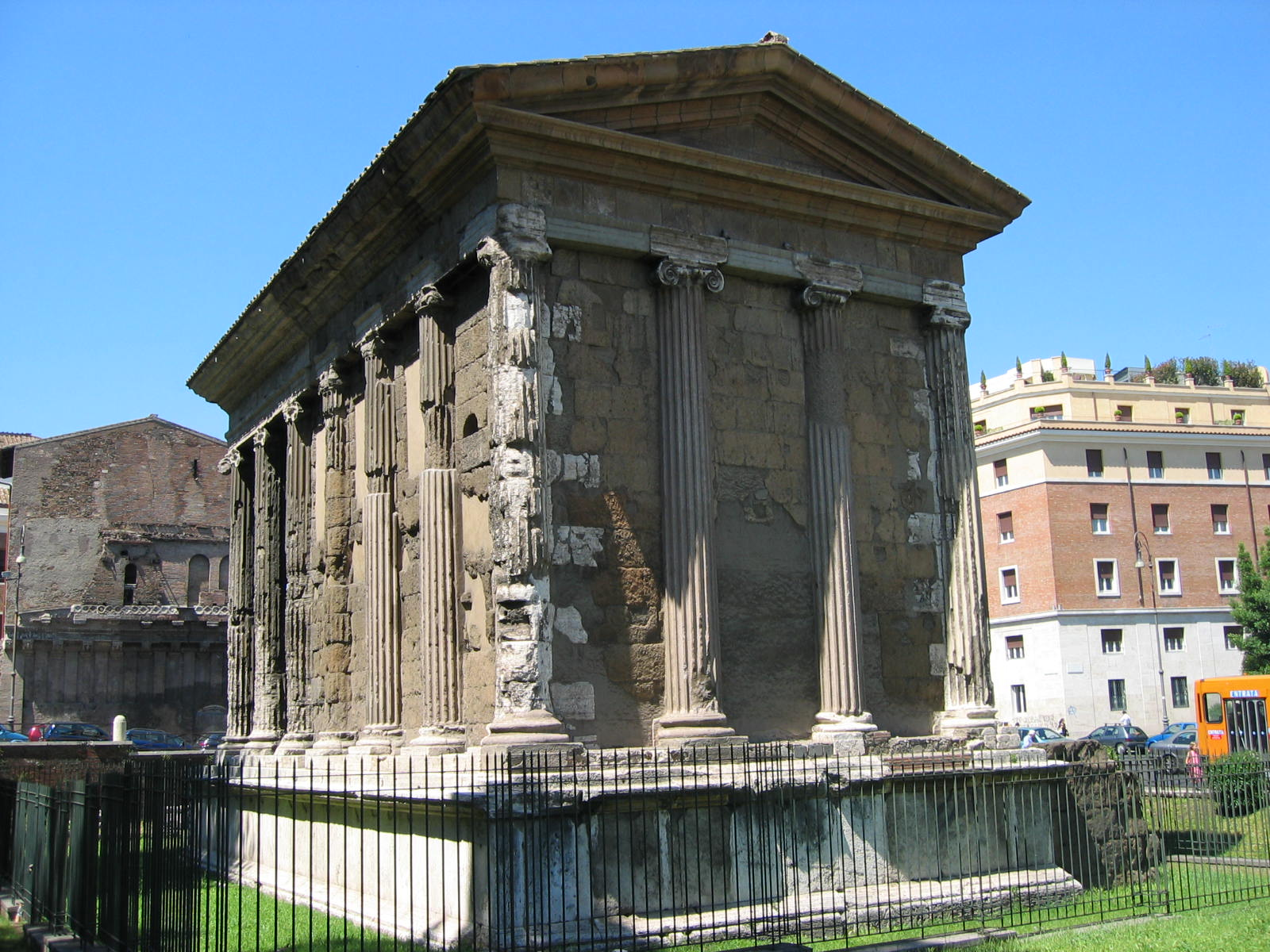
Храм Портуна
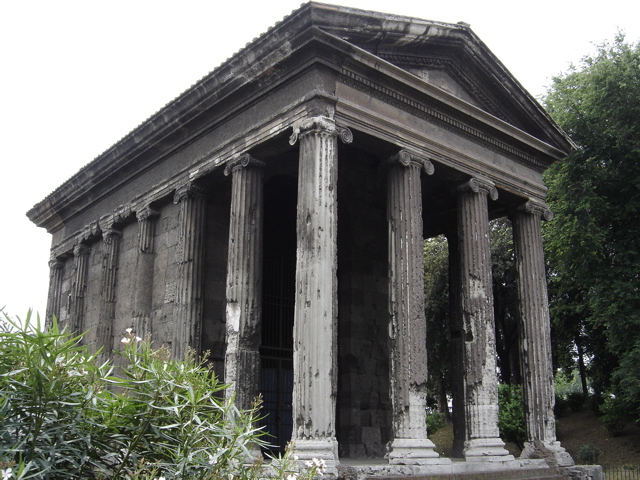
Храм Портуна
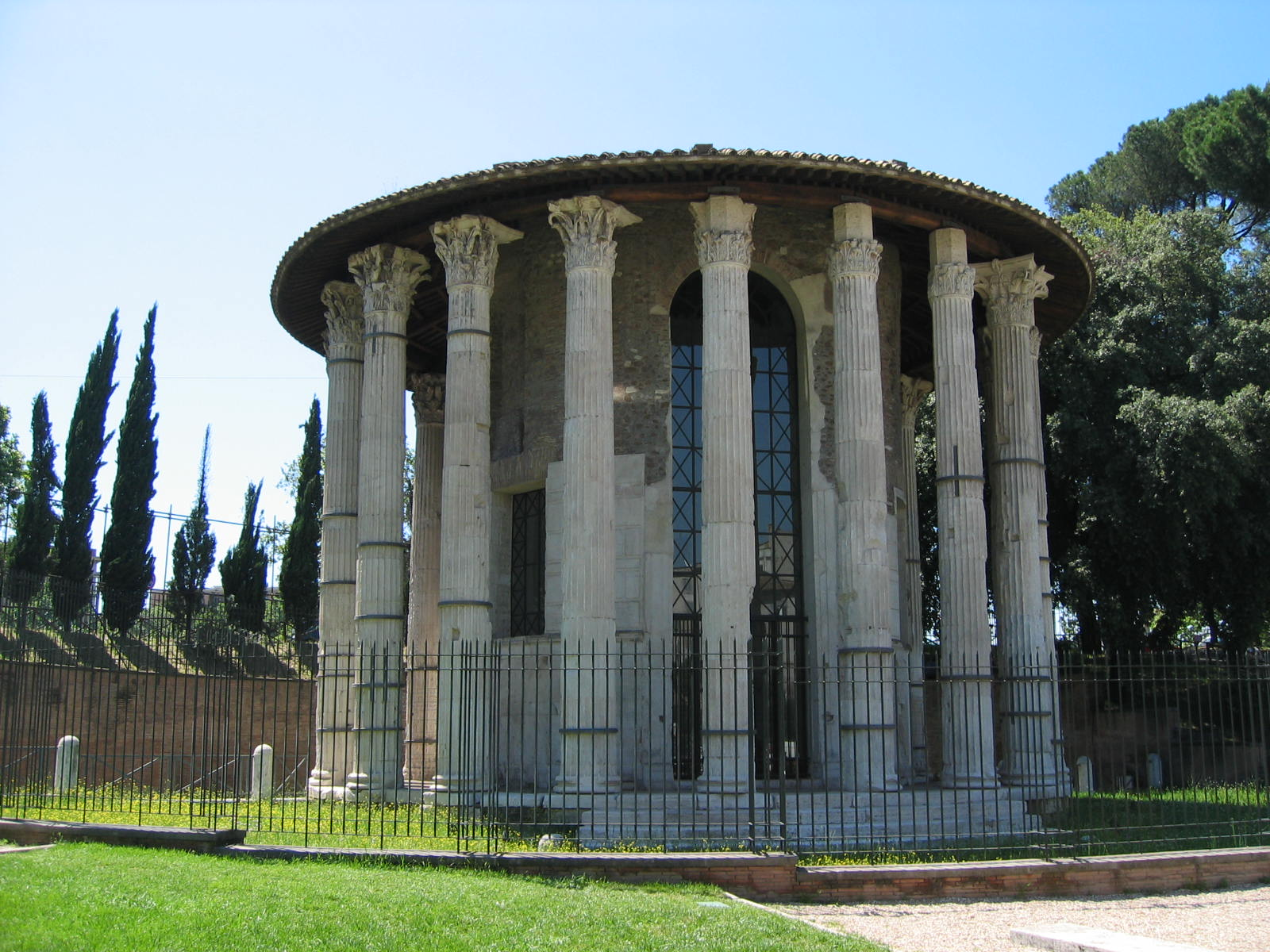
Храм Геркулеса Віктора
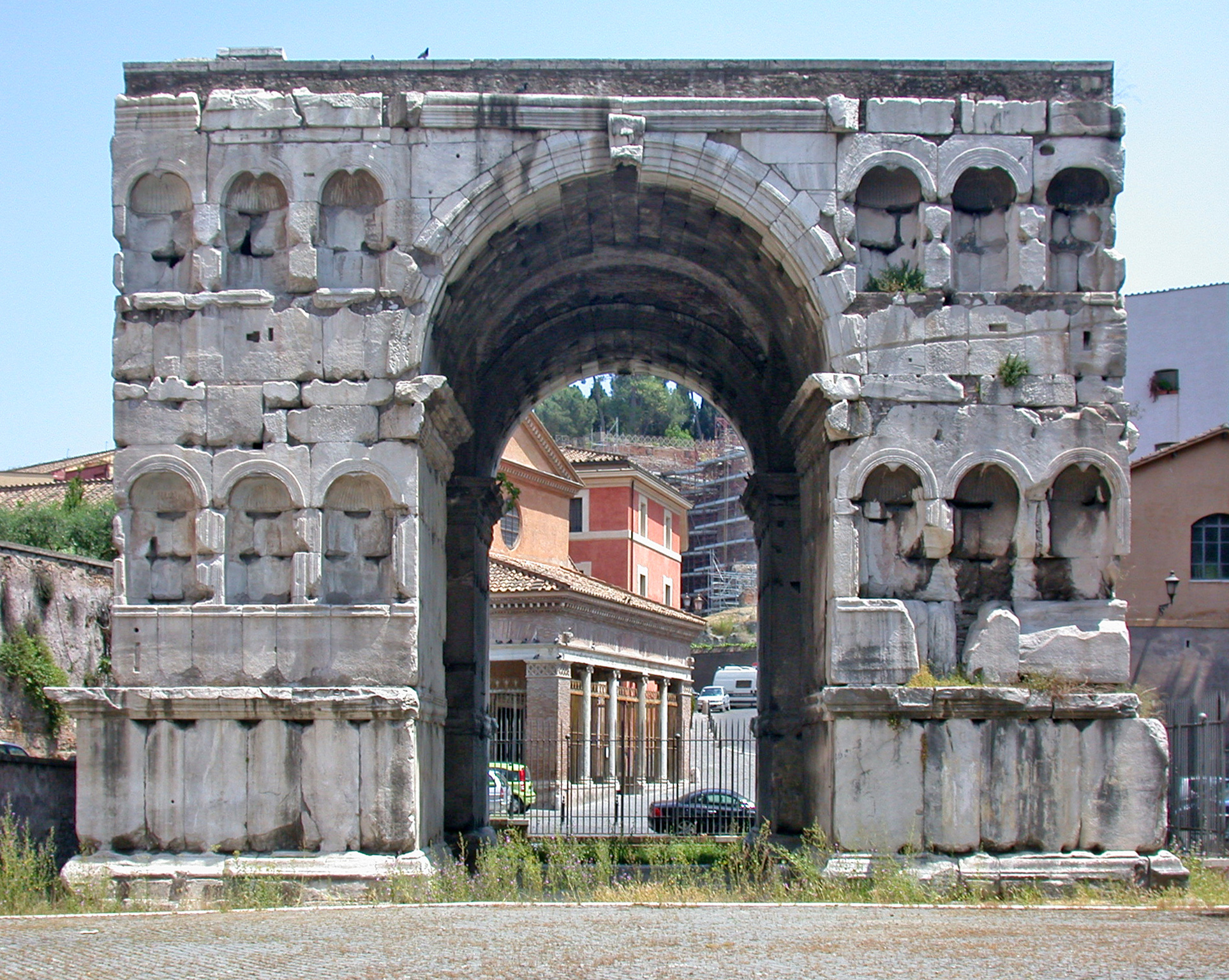
Арка Януса